# Aleksandr Smirnow (1909–1972)
Aleksandr Nikołajewicz Smirnow (ros. Александр Николаевич Смирнов, ur. 17 sierpnia?/30 sierpnia 1909 we wsi Wasiljewskaja w rejonie szujskim w obwodzie iwanowskim, zm. 22 czerwca 1972 w Iwanowie) – radziecki polityk, I sekretarz Komitetu Obwodowego KPZR w Iwanowie (1964–1972).
Od 1930 w WKP(b), w 1932 ukończył technikum tekstylne w Iwanowie, od 1933 do 1934 służył w Armii Czerwonej. W latach 1934–1952 pracownik, m.in. pomocnik majstra, majster, kierownik fabryki przędzalniczej i główny inżynier kombinatu w Iwanowie. W latach 1952–1953 szef Głównego Zarządu Przemysłu Bawełnianego Obwodu Iwanowskiego Ministerstwa Przemysłu Lekkiego ZSRR, 1953–1956 zajmował analogiczne stanowisko w Ministerstwie Towarów Szerokiego Zapotrzebowania ZSRR. Od 1956 do stycznia 1963 II sekretarz Komitetu Obwodowego KPZR w Iwanowie, od grudnia 1962 do grudnia 1964 przewodniczący Komitetu Wykonawczego Przemysłowej Rady Obwodowej w Iwanowie, a od grudnia 1964 do śmierci I sekretarz Komitetu Obwodowego KPZR w Iwanowie. Od 8 kwietnia 1966 zastępca członka KC KPZR. Deputowany do Rady Najwyższej ZSRR 7. i 8. kadencji. Laureat Nagrody Stalinowskiej (1951).